# Каптыревский сельсовет
Каптыревский сельсовет — сельское поселение в Шушенском районе Красноярского края.
Административный центр — село Каптырево.

## История
Статус и границы сельского поселения установлены Законом Красноярского края от 24 декабря 2004 года № 13-2866 «Об установлении границ и наделении соответствующим статусом муниципального образования Шушенский район и находящихся в его границах иных муниципальных образований»

## Население
| 2010 | 2012  | 2013  | 2014  | 2015  | 2016  | 2017  |
| ---- | ----- | ----- | ----- | ----- | ----- | ----- |
| 2905 | ↘2893 | ↘2852 | ↘2784 | ↘2748 | ↘2719 | ↘2669 |

## Состав сельского поселения
В состав сельского поселения входят 6 населённых пунктов:
| № | Населённый пункт | Тип населённого пункта       | Население |
| - | ---------------- | ---------------------------- | --------- |
| 1 | Каптырево        | село, административный центр | 1812      |
| 2 | Новопокровка     | село                         | 199       |
| 3 | Саянск           | село                         | 75        |
| 4 | Синий Камень     | посёлок                      | 5         |
| 5 | Шарып            | посёлок                      | 173       |
| 6 | Шунеры           | село                         | 641       |

## Местное самоуправление
Каптыревский сельский Совет депутатов
Дата избрания: 14.03.2010. Срок полномочий: 5 лет. Количество депутатов:  10
Глава муниципального образования
- Горлов Олег Николаевич. Дата избрания: 14.03.2010. Срок полномочий: 5 лет